# Opuntia streptacantha
El nopal cardón (Opuntia streptacantha) es una especie de planta de la familia de las cactáceas. Crece en forma de arbusto  pero llega a alcanzar gran altitud formando bosques cerrados en varios lugares. Sus pencas son más grandes que las del nopal de tuna (O. ficus-indica). Habita en los climas templados y secos del centro de México (Mesa del Centro y Eje Neovolcánico) y es uno de los nopales productores de tunas. Recibe los nombres comunes de nopal y charola. Contribuye a enriquecer el suelo por tener micorizas y bacterias nitrificantes además de absorber rocío y exudar el suelo en la noche. Durante muchos años proporcionó alimento y cierta posición económica a quienes lo procesaban en agroindustrias familiares. Se fue perdiendo por la tala inmoderada de los campesinos y el abandono hacia las ciudades.

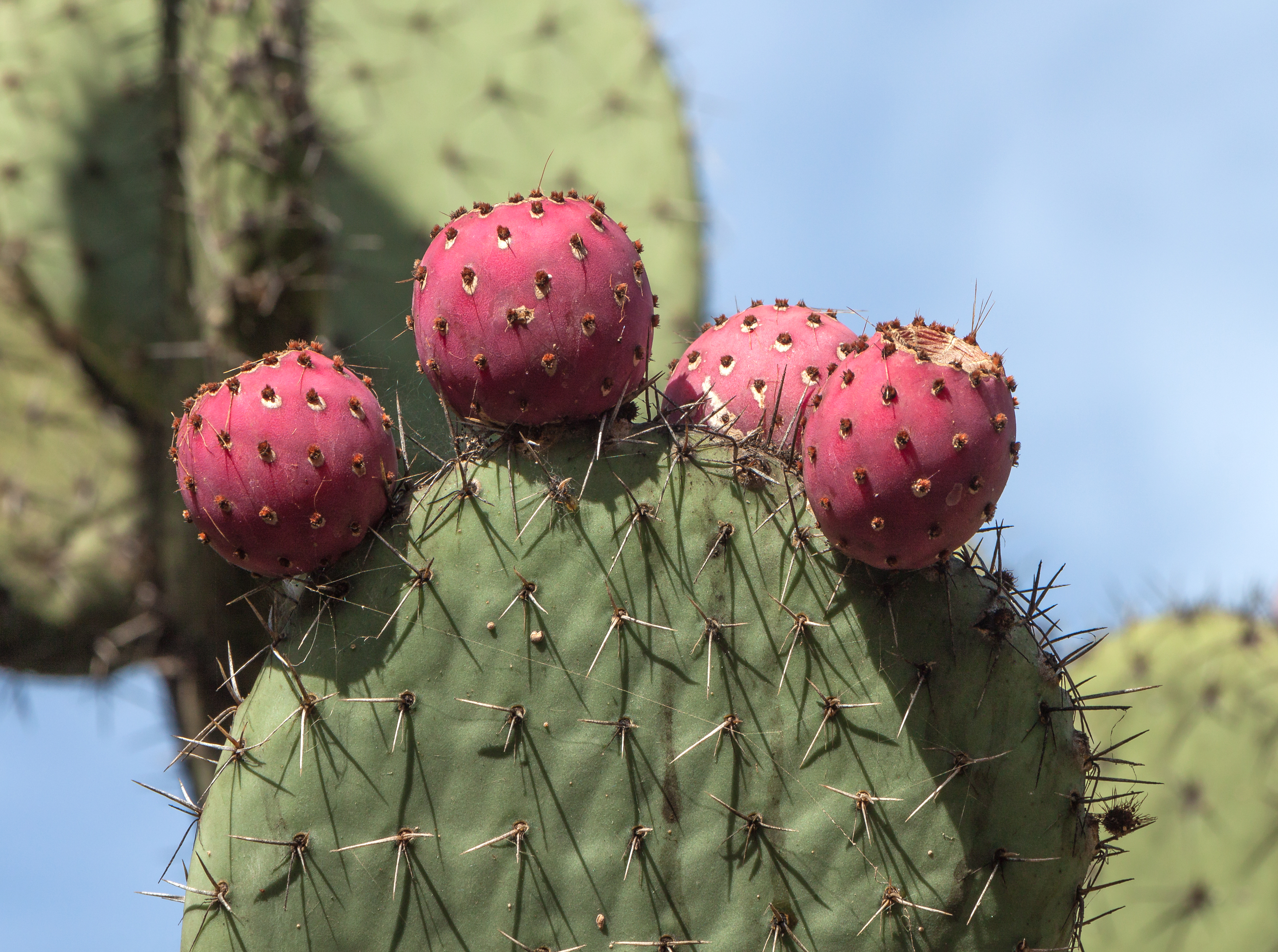
Frutas

## Descripción
Opuntia streptacantha es una especie arbustiva que alcanza hasta tres metros de altura. Sus cladodios o pencas son de un tamaño más grande que el de Opuntia ficus-indica, el nopal común. Las pencas del nopal charola llegan a medir hasta 25 centímetros de longitud. La especie florece durante el otoño, con florescencias amarillas que maduran hacia el otoño en frutos de pulpa rojiza y sabor agridulce, que miden entre 6 y 7.5 cm de longitud.

## Taxonomía
Opuntia streptacantha  fue descrita por Charles Lemaire Cactearum Genera Nova Speciesque Novae 62. 1839.
Etimología
Opuntia: nombre genérico  que proviene del griego usado por Plinio para una planta que creció alrededor de la ciudad de Opus en Grecia.
streptacantha: epíteto latino que significa "con espinas dobladas".
Sinonimia
- Opuntia cardona F.A.C. Weber
- Opuntia pachona Griffiths[4]

## Usos
La tuna cardona, es un fruto de regular tamaño. No muy resistente y de fácil descomposición. Se utiliza para preparar jugo fresco, colonche, jalea, mermelada, melcocha, queso de tuna, tuna cristalizada, pasa de tuna, vino tinto y aguardiente entre otros.